# Thestor petra
The Rock Skolly (Thestor petra) là một loài bướm ngày thuộc họ Bướm xanh. Đây là loài đặc hữu của Nam Phi.
Sải cánh dài 22–28 mm đối với con đực và 26–34 mm đối với con cái. Con trưởng thành bay từ cuối tháng 11 đến tháng 1. Có một lức một năm.

## Phụ loài
- Thestor petra petra (West Cape on the Gydoberg, Tierberg, Matroosberg và Skurweberg mountains around Ceres)
- Thestor petra tempe Pennington, 1962 (West Cape in the Klein Karoo mountains near Seweweekspoort, Elandsberg và Rooiberg)